# Кульмешкенов, Серик Багисович
Серик Багисович Кульмешкенов (англ. Serik Kulmeshkenov; 14 января 1956, Целиноград, Казахстан) — художник, гравёр, карикатурист, фотограф.

## Биография
Родился в семье железнодорожного инженера.
После окончания СШ № 20 служил действительную службу в ГСВГ (Группа советских войск в Германии), гарнизон Фогельзанг, в\ч п.п. 25497 ОБХЗ (отдельный батальон химической защиты) с мая 1974 по май 1976 года.
В 1976 году поступил учиться на подготовительное отделение Целиноградского сельскохозяйственного института, архитектурный факультет. Закончил учиться в 1982 году. Работал в проектном институте Целингорсельпроект в городе Аркалык Тургайской области.
С 1985 года свободный художник-график. Жанры: гравюра, рисунок, карикатура, дизайн, фотография. Участник и призёр многих международный выставок и конкурсов во многих странах мира. Работы Серика Кульмешкенова опубликованы во многих изданиях мира. Наиболее известен своими экслибрисами.
В 2000 году эмигрировал в США. Живёт и работает в Миннеаполисе, штат Миннесота.

## Творческая деятельность
Принимал участие в международных выставках в 30 странах Азии, Европы и Америки. Его персональные выставки проходили в России, Белоруссии, Казахстане, Литве, Германии, Бельгии. Гравюры и статьи о его творчестве включены в «Энциклопедию современного искусства экслибриса» (Португалия, 8-й том 1989 год), в книгу «Земля граверов. Художники-граверы 21-века» (Лондон, 2002 год), «Современные художники экслибриса», 11-том, Португалия 2008 г. Является автором более 300 экслибрисов, в том числе Гарри Каспарова и Давида Беккера, Библиотеки Конгресса США. В сентябре 2006-го при поддержке посольства США в Казахстане, открылась [http://russian.kazakhstan.usembassy.gov/archive2006.html (на русском)] персональная выставка в Музее современного Искусства г. Астаны. В 2008-м году стал лауреатом, получив сертификат им. Альбина Бруновского за активный вклад и мастерство в искусство экслибриса. В мае 2011 г. 2-й телеканал г. Сент Пол (столица штата Миннесота) показала репортаж о художнике.